# Val-de-la-Haye
Val-de-la-Haye – miejscowość i gmina we Francji, w regionie Normandia, w departamencie Sekwana Nadmorska. Przez miejscowość przepływa Sekwana. 
Według danych na rok 1990 gminę zamieszkiwało 805 osób, a gęstość zaludnienia wynosiła 79 osób/km² (wśród 1421 gmin Górnej Normandii Val-de-la-Haye plasuje się na 299. miejscu pod względem liczby ludności, natomiast pod względem powierzchni na miejscu 339.).